# In paradisum

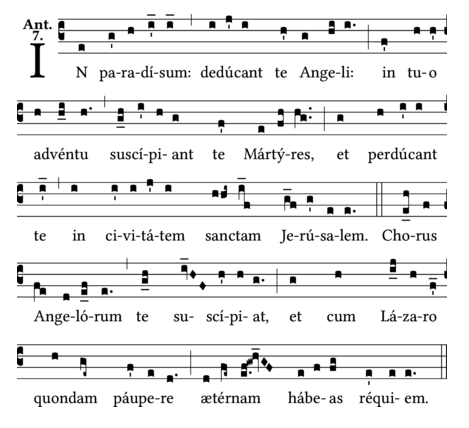
Antiphon In paradisum

In paradisum ist eine lateinische Antiphon, benannt nach ihren Anfangsworten. Erstmals bezeugt ist sie in Handschriften des 7./8. Jahrhunderts. Sie war im Mittelalter Teil der Sterbeliturgie, das heißt, sie wurde am Übergang vom Leben zum Tod gesungen. Im Rituale Romanum von 1614 ist sie mit der Antiphon Chorus angelorum verbunden. Im Laufe der Liturgiegeschichte wurde In paradisum Teil der Exequien und wird heute für gewöhnlich gesungen, während – oder kurz bevor – der Sarg zum Grab geleitet wird. Das katholische Gebet- und Gesangbuch Gotteslob enthält den deutschen Text unter Nr. 515, den lateinischen unter Nr. 516.   
Der Gesang deutet Sterben als Übergangsritus und verwendet dafür die endzeitliche Metapher vom himmlischen Jerusalem. Er findet sich auch in mehreren lutherischen Agenden.

## Text
Die lateinische Fassung und der heutige deutsche Text unterscheiden sich in einer Zeile. Die lateinische Version bezieht sich auf den armen Lazarus aus dem Gleichnis im Lukasevangelium (Lk 16,19 ), der von Engeln in Abrahams Schoß getragen wird. In der deutschen Fassung fehlt dieser Bezug, dafür erhält der Text eine stärkere christologische Prägung.

### Latein
In paradisum deducant te angeli;

in tuo adventu suscipiant te martyres,

et perducant te in civitatem sanctam Ierusalem.

Chorus angelorum te suscipiat,

et cum Lazaro, quondam paupere,

æternam habeas requiem.

### Deutsche Übersetzung
Ins Paradies mögen die Engel dich geleiten,

bei deiner Ankunft die Märtyrer dich empfangen

und dich führen in die heilige Stadt Jerusalem.

Der Chor der Engel möge dich empfangen,

und mit Lazarus, dem einst armen,

mögest du ewige Ruhe haben.

### Heutige deutsche liturgische Fassung
Zum Paradies mögen Engel dich geleiten,

die heiligen Märtyrer dich begrüßen

und dich führen in die heilige Stadt Jerusalem.

Die Chöre der Engel mögen dich empfangen,

und durch Christus, der für dich gestorben,

soll ewiges Leben dich erfreuen.
Spätestens seit 1946 verwendet die Evangelische Michaelsbruderschaft (EMB) diese Antiphon bei Bestattungen und in ihrer Messe zum Gedächtnis der entschlafenen Brüder. Die 1956 zuerst belegte heutige Textfassung ist gregorianisch musikalisiert und lautet:
Ins Paradies geleite dich der Engel Chor,

bei deiner Heimkehr nehme dich auf der Märtyrer Schar,

und sie führe dich heim in die heilige Stadt Jerusalem.

Der Chor der Engel nehme dich auf,

und mit Lazarus, dem vormals armen,

gebe dir Gott den ewigen Frieden.

## Musikalische Fassungen
Vertonungen des In Paradisum finden sich u. a. im Requiem von Gabriel Fauré, im Requiem von Maurice Duruflé, in der Messe de Requiem von Alfred Desenclos und im War Requiem von Benjamin Britten, im gleichnamigen Werk für Chor und Orchester von Martin Sturm sowie im Requiem von Karl Jenkins.
Slechtvalk hat In Paradisum ebenfalls mit einer Metal-Version vertont.
Der junge deutsche Komponist Johannes X. Schachtner legte seiner „In Paradisum“-Vertonung für Sopran-Solo, Chor und Kammerorchester (wie das Requiem von Gabriel Fauré besetzt) das gleichnamige Orgelwerk von Théodore Dubois zu Grunde.